# Отобе
Отобе (яп. 乙部町 Отобэ-тё:) — посёлок в Японии, находящийся в уезде Ниси округа Хияма губернаторства Хоккайдо. Площадь посёлка составляет 162,56 км², население — 4100 человек (30 июня 2014), плотность населения — 25,22 чел./км².

## Географическое положение
Посёлок расположен на острове Хоккайдо в губернаторстве Хоккайдо. С ним граничат посёлки Эсаси, Ассабу, Якумо.

## Население
Население посёлка составляет 4100 человек (30 июня 2014), а плотность — 25,22 чел./км². Изменение численности населения с 1980 по 2005 годы:
| 1980 | 7031 чел. |  |
| 1985 | 6719 чел. |  |
| 1990 | 6011 чел. |  |
| 1995 | 5422 чел. |  |
| 2000 | 5143 чел. |  |
| 2005 | 4816 чел. |  |

## Символика
Деревом посёлка считается криптомерия, цветком — лилия.